# ماونت ماسدون، ویکتوریا
ماونت ماسدون (به انگلیسی: Mount Macedon) یک شهرک در استرالیا است که در ویکتوریا (استرالیا) واقع شده‌است.